# Digimon World
Digimon World (デジモンワールド, Dejimon Wārudo) é um jogo eletrônico do gênero RPG de 1999 desenvolvido pela Bandai Entertainment Company. É o primeiro jogo da série World, que faz parte da franquia Digimon, e consequentemente da franquia de bichinhos virtuais (Tamagotchi e Magical Witches) da Bandai. Foi lançado para PlayStation no Japão em janeiro de 1999, na América do Norte em 23 de maio de 2000 e, na Europa, em 6 de julho de 2001. Uma versão para Microsoft Windows foi lançada em 27 de abril de 2002 na Coréia do Sul.
Digimon World se passa na File Island (Ilha Arquivo) e segue um humano jogador de Digital Monster conhecido pelos pseudônimos de Protagonist/Analogboy/Mameo, que é trazido para o mundo digital após seu Digimon (V-Pet) estar agindo de forma estranha com o objetivo de salvar a ilha e resgatar a prosperidade de File City (Cidade Arquivo). Ao longo de sua jornada, ele e seu digimon devem explorar o mundo para ajudar e trazer de volta os digimon para a cidade, e descobrir quem está deixando os monstros selvagens. O jogo incorpora elementos de RPG e animal de estimação virtual.
Digimon World foi desenvolvido pela BEC, um estúdio que inicialmente era uma joint venture da Bandai e a Human Entertainment para o desenvolvimento de jogos, tendo como produtor Takayuki Shindo. Junto com Shindo, a equipe era formada pelo produtor executivo Shin Unozawa e os produtores chefes Makoto Asanuma, Tomoaki Imanishi e Hirofumi Inagaki, e incluía como compositor Koji Yamada.
Digimon World teve recepção mista e negativa da crítica, com seu gráfico, jogabilidade, combate e som sendo duramente criticados negativamente. O enredo também foi criticado negativamente pela Playstation Magazine por não ter semelhança com o anime Digimon Adventure.[carece de fontes?] Apesar das críticas o jogo vendeu mais de 1 milhão de cópias em todo o mundo, atingindo status de Greatest Hits, e tornou-se um clássico do Playstation, sendo cultuado pelos fãs da franquia. O jogo rendeu continuações para a série World e teve um spin-off de cartas lançado somente no Japão, chamado de Digimon World: Digital Card Battle.

## Jogabilidade
A jogabilidade gira em torno de criar um Digimon único a partir de sua forma de ovo (Fresh), evoluindo para seu formato In-Training, Rookie, Champion e após muito trabalho, Ultimate. Um parceiro Digimon irá "morrer" com a idade, e retornar, eventualmente, ao formato de ovo. Então, o jogador deve treiná-lo novamente. Além de treiná-los, o jogador deve alimentá-lo, deixá-lo descansar e até mesmo, levá-lo ao banheiro.
A outra parte principal da jogabilidade é a batalha. O parceiro Digimon do jogador, luta contra o Digimon que se tornou agressivo devido a uma crise na File Island. O parceiro Digimon inicia o jogo com algumas habilidades básicas, mas adquire mais à medida que progride nos níveis através do jogo.

## Enredo
O jogo gira em torno de um jovem garoto sem nome (o jogador nomeia o personagem), o protagonista, que é atraído para o mundo digital através de seu dispositivo V-Pets. Jijimon cumprimenta e faz-lhe algumas perguntas, cujas respostas determinam se ele começa com um Agumon ou Gabumon. O objetivo é viajar em torno de File Island, localizando todos os Digimon residentes da File City, que se tornaram ferais e trazê-los de volta, criando parceiros Digimon no processo. Ele deve treinar seu Digimon e atravessar todo o Digimon World até que a cidade, uma vez que pouco povoada, esteja florescendo com Digimon diferente. Ele deve finalmente ir para o Monte Infinity (localização final) para enfrentar o antagonista, Analogman e o mega Machinedramon, e salvar o mundo digital da destruição.

## Desenvolvimento
O desenvolvedor e editor Bandai (atual Bandai Namco Entertainment) usou uma extensa campanha de marketing para competir com a franquia de mídia Pokémon da Nintendo, especificamente o jogo eletrônico Pokémon Red and Blue. Um card game promocional foi oferecido aos primeiros 100 mil clientes norte-americanos. O jogo foi oficialmente anunciado em conjunto com Digimon World 2 em maio de 2000, antes do lançamento..

## Recepção
Digimon World recebeu uma pontuação total de 23/40 de editores da revista japonesa Famitsu, e passou a vender aproximadamente 250 mil exemplares na região até fevereiro de 2000.
A versão em inglês vendeu cópias suficientes para se qualificar com o título de Greatest Hits na América do Norte e Platinum Range na Europa, mas recebeu pontuações de críticas mistas, ganhando uma média de 52,55% no site de revisão global Game Rankings. A revista GamePro criticou a música e os "pequenos" efeitos sonoros do jogo, bem como a natureza em grande parte incontrolável do seu sistema de combate, recomendando-o apenas para "um fã hardcore de Digimon". Miguel Lopez do GameSpot também afirmou que Digimon World "não é para todos – apenas os fãs dedicados de Digimon ou os fãs aplicados do gênero," mas achou os gráficos agradáveis, declarando: "apesar do seu foco de jogo desassociado, ninguém pode negar que o Digimon World é um jogo bonito." David Zdyrko do portal IGN ofereceu uma opinião semelhante sobre os visuais do jogo, afirmando: "Não há nada de revolucionário a ser feito aqui [...] mas ainda pode ser classificado como um excelente jogo", mas encontrou o sistema de batalha insatisfatório.

## Legado
O jogo foi seguido por várias sequencias lançadas para o PlayStation e outras plataformas, embora não conservem os elementos de jogabilidade encontrados no original. Além disso, apesar de estarem listados tal como Digimon World DS, Digimon World Dawn and Dusk, Digimon World Data Squad e Digimon World Championship não são jogos oficiais da série.
Digimon World Re:Digitize foi anunciado pela primeira vez na revista V-Jump em julho de 2011, como o primeiro jogo da franquia Digimon para o PlayStation Portable. O desenvolvimento esta sendo realizado por tri-Crescendo, A premissa original de Re: Digitize pretendia retornar à história do primeiro jogo, Digimon World; ao contrário das outras sequências.
Por sua vez, Digimon World: Next Order foi anunciado pela V-Jump em julho de 2015. Desta vez, lançado para PlayStation Vita e pelo Bandai Namco. Um trailer foi lançado em 31 de julho e apresentou clipes de Digimon World antes de mostrar sua jogabilidade. O jogador assume o controle do personagem principal que viaja ao lado de um parceiro Digimon. O jogo foi lançado no Japão em 17 de março de 2016.